# ТИ-поляроны
ТИ-поляроны (трансляционно-инвариантные поляроны) — элементарные квазичастицы в твёрдом теле. Основное состояние ТИ-полярона представляет собой делокализованное состояние электрон-фононной системы: вероятность нахождения электрона в любой точке пространства одинакова. Делокализованы как электронная плотность, так и амплитуды фононных мод (перенормированные взаимодействием с электроном). Понятие поляронная потенциальная яма (образованная локальными фононами), в которой локализован электрон, то есть самозахваченное состояние, в ТИ-теории отсутствует. Соответственно, индуцированный поляризационный заряд для ТИ-полярона равен нулю.
Энергия основного состояния ТИ-полярона меньше энергии полярона Пекара и равна:
E0 = −0.125720 α2 (для полярона Пекара E0 = −0.10851128 α2), где α — константа электрон-фононной связи.
ТИ-поляроны могут образовывать связанные ТИ-биполяронные состояния, играющие важную роль в теории сверхпроводимости.